# Everything Falls Apart
| Оценки критиков | Оценки критиков |
| Источник        | Оценка |
| --------------- | --- |
| Allmusic        | 3 из 5 звёзд · 3 из 5 звёзд · 3 из 5 звёзд · 3 из 5 звёзд · 3 из 5 звёзд                                                                                      |
| Rolling Stone   | [ 1 ] |
| Роберт Кристгау | (A-) |
| Пьеро Скаруффи  | 6 из 10 звёзд · 6 из 10 звёзд · 6 из 10 звёзд · 6 из 10 звёзд · 6 из 10 звёзд · 6 из 10 звёзд · 6 из 10 звёзд · 6 из 10 звёзд · 6 из 10 звёзд · 6 из 10 звёзд |
| Spin            | [ 2 ] |

Everything Falls Apart (рус. Всё рушится) — дебютный студийный альбом американской рок-группы Hüsker Dü, выпущенный в январе 1983 года на независимом лейбле Reflex Records.

## Список композиций
1. «From the Gut» (Боб Моулд/Грэг Нортон) — 1:36
2. «Blah Blah Blah» (Моулд/Нортон) — 2:09
3. «Punch Drunk» (Моулд) — 0:29
4. «Bricklayer» (Моулд) — 0:31
5. «Afraid of Being Wrong» (Моулд) — 1:21
6. «Sunshine Superman» (Донован) — 1:56
7. «Signals from Above» (Моулд) — 1:38
8. «Everything Falls Apart» (Моулд) — 2:15
9. «Wheels» (Грант Харт) — 2:08
10. «Target» (Моулд) — 1:45
11. «Obnoxious» (Моулд) — 0:53
12. «Gravity» (Моулд) — 2:37

1993 — Переиздание на компакт-диске:
1. «In a Free Land» (Моулд) — 2:53
2. «What Do I Want?» (Харт) — 1:15
3. «M.I.C.» (Моулд) — 1:10
4. «Statues» (Харт) — 8:45
5. «Let's Go Die» (Нортон) — 1:54
6. «Amusement» (Моулд) — 4:57
7. «Do You Remember?» (Моулд) — 1:55

## Участники записи
- Боб Моулд — гитара, вокал
- Грэг Нортон — бас-гитара, вокал
- Грант Харт — ударные, вокал